# نبوت (شیعه دوازده‌امامی)
اصل نَبُوّت، یعنی باور به اینکه خدا برای رساندن سخن خود به انسان، پیامبرانی را از میان خود آنان برگزیده‌است که این اصل در تشیّع دوازده‌امامی یکی از اصول دین است.